# 뉴욕 교통박물관

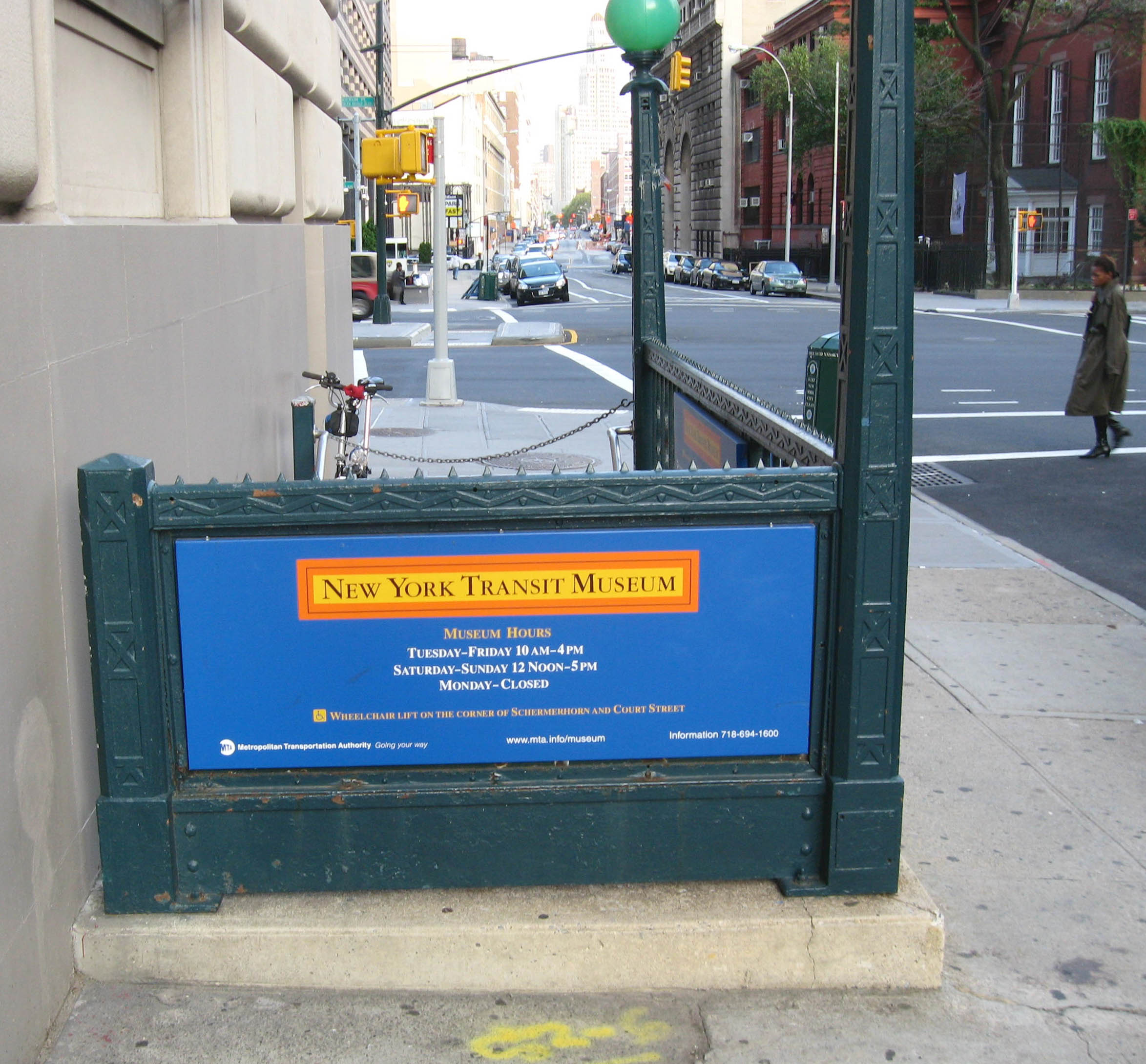
뉴욕 교통박물관

뉴욕 교통박물관(영어: New York Transit Museum)은 폐지된 구 법원 스트리트 역 (Court Street)을 개조하여 만든 뉴욕 지하철, 버스, 철도, 교량 및 터널의 구조나 역사를 소개하는 박물관이다. 그랜드 센트럴 역에 별관이 있다.